# Burgo de baronía
Un burgh de baronía era un tipo de ciudad escocesa (burgh).
Los burgos de baronía eran distintos de los burgos reales, ya que el título se concedía a un terrateniente que, como arrendatario en jefe, poseía sus propiedades directamente de la corona. (En algunos casos, también podían ser burgos de realeza en los que la corona concedía a los nobles principales poderes judiciales para juzgar a los delincuentes por todos los delitos excepto la traición). Se crearon entre 1450 y 1846, y conferían al propietario el derecho a celebrar mercados semanales. A diferencia de los burgos reales, no podían participar en el comercio exterior. En la práctica, muy pocos burgos de baronía se convirtieron en ciudades mercado.
Se crearon más de 300 burgos de este tipo: el último fue Ardrossan en 1846. A partir de 1833, los habitantes de estos burgos podían formar un burgo de policía gobernado por comisarios elegidos. En algunos casos, el burgo existente siguió existiendo junto con el burgo de policía. Los burgos de baronía restantes fueron abolidos en 1893 por la Ley de Policía de Burgos (Escocia) de 1892. Cuando se formó un burgo de policía, éste absorbió al burgo de baronía; en otros casos, el burgo se disolvió. A partir de esa fecha no hubo diferencia práctica entre los burgos de baronía y otros burgos de policía, aunque a veces se siguió haciendo una distinción. Por ejemplo, en 1957 Lord Lyon introdujo unas "coronas de burgo" distintivas que debían exhibirse sobre las armas de los burgos matriculados por su oficina: una "corona adecuada para un burgo de baronía" era una corona mural roja, mientras que la de un burgo de policía era de color azul.
Todos los burgos fueron abolidos en 1975 por la Ley de Gobierno Local (Escocia) de 1973. Sin embargo, se conservaron los títulos hereditarios feudales vinculados formalmente a las tierras, que siguen siendo reconocidos por la Corona británica en la actualidad.